# Ophiosphalmidae
Famille
Les Ophiosphalmidae sont une famille d'ophiures (groupe frère des étoiles de mer), de l'ordre des Ophiurida. 

## Liste des genres
Selon World Register of Marine Species (21 septembre 2018) :
- genre Ophiolipus Lyman, 1878
- genre Ophiomusium Lyman, 1869
- genre Ophiosphalma H.L. Clark, 1941

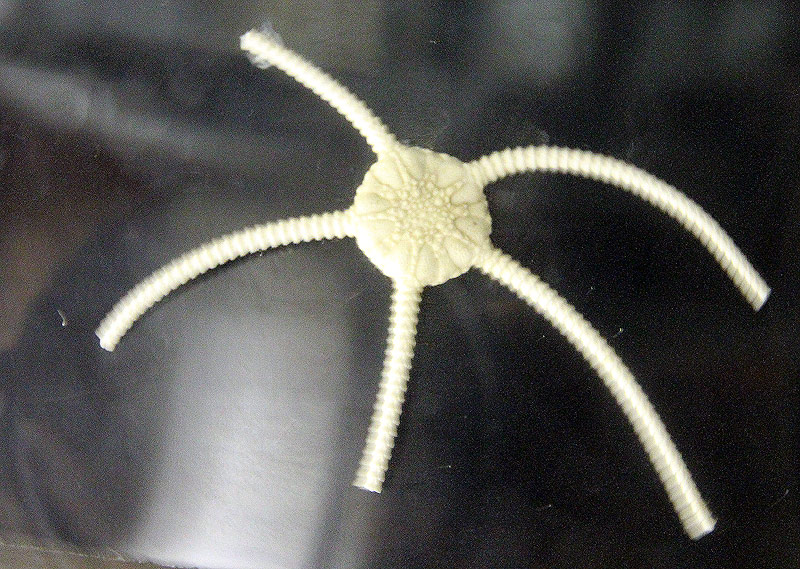
Ophiomusium lymani.
Ophiosphalma variabile

## Publication originale
- (en) Timothy O’Hara, Sabine Stöhr, Andrew F. Hugall, Ben Thuy et Alexander V. Martynov, « Morphological diagnoses of higher taxa in Ophiuroidea (Echinodermata) in support of a new classification », European Journal of Taxonomy, Consortium of European Natural History Museums (d), no 416,‎ 21 mars 2018, p. 1–35 (ISSN 2118-9773, OCLC 758480175, DOI 10.5852/EJT.2018.416, lire en ligne).